# Ojo de Agua, San Sebastián Tlacotepec
Ojo de Agua är en ort i Mexiko.   Den ligger i kommunen San Sebastián Tlacotepec och delstaten Puebla, i den sydöstra delen av landet, 270 km öster om huvudstaden Mexico City. Ojo de Agua ligger 1 099 meter över havet och antalet invånare är 195.
Terrängen runt Ojo de Agua är bergig söderut, men norrut är den kuperad. Runt Ojo de Agua är det ganska tätbefolkat, med 58 invånare per kvadratkilometer. Närmaste större samhälle är San Martín Mazateopan, 9,7 km norr om Ojo de Agua. I omgivningarna runt Ojo de Agua växer i huvudsak städsegrön lövskog.